# Larissa Inangorore
Larissa Inangorore (sinh ngày 1 tháng 4 năm 1984) là một cựu vận động viên bơi lội người Burundi, chuyên về các sự kiện tự do chạy nước rút. Inangorore đủ điều kiện cho tự do 100 m nữ tại Thế vận hội Mùa hè 2004 ở Athens, bằng cách nhận được một vị trí Quốc tế từ FINA. Cô đã đăng thời gian mời 1: 26.31 tại Đại hội Thể thao toàn châu Phi ở Abuja, Nigeria. Cô đã tham gia vào đợt nắng nóng đầu tiên chống lại hai vận động viên bơi lội khác Carolina Cerqueda ở Andorra và Gloria Koussihouede. Cô đã đứng sau Cerqueda ở vị trí thứ hai với tỷ lệ chênh lệch 23,56 giây trong tỷ lệ cá nhân cao nhất là 1: 23,90. Inangorore đã thất bại trong trận bán kết, khi cô xếp hạng bốn mươi chín trong vòng sơ khảo.